# Pentamera pseudocalcigera
Pentamera pseudocalcigera är en sjögurkeart som beskrevs av Elisabeth Deichmann 1938. Pentamera pseudocalcigera ingår i släktet Pentamera och familjen svanssjögurkor. Inga underarter finns listade i Catalogue of Life.